# Diradops zootita
Diradops zootita är en stekelart som beskrevs av Ugalde och Ian D. Gauld 2002. Diradops zootita ingår i släktet Diradops och familjen brokparasitsteklar. Inga underarter finns listade i Catalogue of Life.